# Antonio Agliardi
Antonio Agliardi (ur. 4 września 1832 w Cologno al Serio, zm. 19 marca 1915 w Rzymie) – włoski duchowny katolicki, dyplomata, wysoki urzędnik Kurii Rzymskiej, Kanclerz Świętego Kościoła Rzymskiego, kardynał.
Uzyskał doktorat utroque iuris z prawa cywilnego i kanonicznego. Święcenia kapłańskie otrzymał 22 (lub 24) grudnia 1855 w Rzymie. W latach 1877–1884 profesor teologii moralnej na Papieskim Ateneum "De Propaganda Fide". Był też minutantem w Kongregacji Rozkrzewiania Wiary.
23 września 1884 otrzymał nominację na tytularnego arcybiskupa Cesarea di Palestina i skierowany do Indii jako delegat apostolski. Sakry udzielił mu kardynał Giovanni Simeoni. W 1887 został prosekretarzem w Kongregacji ds. Nadzwyczajnych Spraw Kościoła. Rok później był już sekretarzem tejże dykasterii. 9 kwietnia 1889 mianowany nuncjuszem w Bawarii, po czterech latach skierowany został do Austro-Węgier. Kreowany kardynałem prezbiterem na konsystorzu z 22 czerwca 1896. Od marca 1898 do czerwca 1899 pełnił obowiązki kamerlinga. 14 grudnia 1899 podniesiony do rangi kardynała-biskupa Albano. W 1903 mianowany następcą zmarłego kardynała Lucido Parocchi w Kancelarii Apostolskiej. Był odtąd Wicekanclerzem Świętego Kościoła Rzymskiego. W 1908 tytuł ten zmieniono na – Kanclerz Świętego Kościoła Rzymskiego. Funkcję tę pełnił do swej śmierci. Brał udział w konklawe 1903 i 1914 roku. Zmarł około godziny 20.30 w piątek 19 marca 1915. Ciało zostało złożone w kaplicy Don Colombo w Osio di Sotto, według ostatniej woli zmarłego.